# Sporting Club de Lutxana
El Sporting Club de Lutxana es un club de fútbol de España, de la ciudad de Baracaldo en la provincia de Vizcaya (País Vasco) España. Actualmente juega en la categoría de Primera Regional de la Fed. Vizcaína.

## Historia
En 1919 fue fundado en el barrio de Luchana un club de fútbol de nombre Giralda, antecesor directo del Sporting. Esta suele considerarse tradicionalmente como la fecha de fundación del club. En la actualidad está olvidada la razón u origen de dicho nombre, Giralda, de chocante sabor andaluz. Cuatro años más tarde, en 1923, aparece ya el Sporting Club de Luchana, como equipo adscrito oficialmente a la Federación Vizcaína de Fútbol. Sobre la denominación de Sporting, parece que esta fue motivada por influencia inglesa. No en vano, existían muchos ingleses en Luchana por la época, trabajadores en su mayoría de la empresa Orconera Iron Ore, dedicada a la explotación de mineral de hierro.
El club compitió en competiciones locales de la Federación Vizcaína. Tras la guerra civil española fue rebautizado como Club Luchana debido a que la legislación vigente prohibía que los clubes de fútbol portaran nombres extranjeros como era el caso del término Sporting. Sin embargo, aunque prohibido oficialmente, el nombre de Sporting perduró entre la afición y una vez derogada esa ley en la década de los años 70, el club recuperó su antiguo nombre de Sporting Club de Luchana. Con posterioridad modificó el nombre al actual, Sporting Club de Lutxana, cambiando el nombre del barrio a su versión en lengua vasca.
Durante todos estos años destaca la década entre 1946-47 y 1953-54, cuando el entonces llamado Luchana, obtuvo sus mejores resultados en competiciones locales ganando el Trofeo de Hierro o la Copa Vizcaya. 
Sin embargo, el mayor hito del club se alcanzó en 1969 cuando el Luchana logró ascender a la Tercera división española, debutando de esta manera en categoría nacional. Su paso por Tercera fue efímero, ya que solo aguantó una temporada en dicha categoría, descendiendo como último clasificado con 5 victorias y 16 puntos. Su paso por tercera, sin embargo, le permitió enfrentarse en la categoría con equipos históricos como el Racing de Santander (actualmente en Segunda B y ex primera) o el Deportivo Alavés (actualmente en primera), ya que por aquel entonces no existía la Segunda división B y la Tercera división tenía mayor nivel que en la actualidad.

## Uniforme
- Uniforme titular: Camiseta blanqui-roja, pantalón negro y medias rojiblancas. La equipación es muy similar a la del Athletic Club usada en la temporada 2011-2012. Actualmente la marca valenciana LUANVI viste a todos los equipos del club.
- Uniforme suplente: Camiseta azul, pantalón negro y medias azules. Esta camiseta es de la marca LUANVI.

## Estadio
El Sporting de Lutxana juega en el Campo de Fútbol de Serralta , inaugurado en 1984 y está ubicado en la avenida homónima del barrio de Luchana en Baracaldo. Es un campo de hierba artificial de 91x55 metros y tiene capacidad para 1.995 espectadores. Anexo al campo de fútbol 11; se encuentra situados Serralta Txiki , un campo de futbol-7, también de hierba artificial con unas dimensiones de 60x40 y capacidad para 338 espectadores.
Otros campos históricos del club fueron Landabeko, que fue demolido por una ampliación de los Altos Hornos de Vizcaya a mediados del siglo XX; y el campo de Sefanitro, donde jugó entre 1966 y 1974, época en la que llegó a militar en Tercera división. Este último campo, donado por la empresa local Sefanitro, fue demolido también por necesidades de expansión de dicha empresa.Durante unos años jugó en el campo de San Vicente; para en 1984 asentarse en el campo municipal de Serralta; su campo actual.

## Datos del club
- Temporadas en 1ª: 0
- Temporadas en 2ª: 0
- Temporadas en 2ªB: 0
- Temporadas en 3ª: 1
- Mejor puesto en la liga: 20.º (Tercera división, temporada 69-70)

## Últimas temporadas
| Temporada | División (Nivel) | Puesto |
| --------- | ---------------- | ------ |
| 2004-05   | Div. Honor (V)   | 10.º   |
| 2005-06   | Div. Honor (V)   | 11.º   |
| 2006-07   | Div. Honor (V)   | 15.º   |
| 2007-08   | Div. Honor (V)   | 18.º   |
| 2008-09   | Preferente (VI)  | 2.º    |
| 2009-10   | Div. Honor (V)   | 16.º   |
| 2010-11   | Preferente (VI)  | 18.º   |

| Temporada | División (Nivel)   | Puesto |
| --------- | ------------------ | ------ |
| 2011-12   | 1.ª Regional (VII) | 16.º   |
| 2012-13   | 1.ª Regional (VII) | 2.º    |
| 2013-14   | Preferente (VI)    | 18.º   |
| 2014-15   | 1.ª Regional (VII) | 6.º    |
| 2015-16   | 1.ª Regional (VII) | 10.º   |
| 2016-17   | 1.ª Regional (VII) |        |